# Sojusznicze Dowództwo Operacji
Sojusznicze Dowództwo Operacji, ACO (od ang. Allied Command Operations) – jedno z dwóch dowództw strategicznych Organizacji Traktatu Północnoatlantyckiego, które zajmuje się kierowaniem wszystkich operacji wojskowych. Siedzibą ACO jest SHAPE w Mons w Belgii.

## Historia
Dowództwo zostało powołane do życia w ramach reform strukturalnych NATO na mocy decyzji podjętych na zjeździe OTP w Pradze w 2002 roku. Nowa struktura ma na celu odejście od geograficznego podziału dowództw na rzecz struktur podzielonych według sprawowanych funkcji.

## Struktura
Na czele ACO stoi naczelny dowódca sojuszniczy w Europie (Supreme Allied Commander Europe), któremu podlegają trzy dowództwa (Joint Force Commands, JFC), rozmieszczone w Brunssum w Holandii, Neapolu we Włoszech i Lizbonie w Portugalii. Każde z dowództw może samodzielnie lub we współdziałaniu z pozostałymi prowadzić operacje połączone. JFC w Portugalii skoncentrowane jest w znacznej mierze na operacjach morskich.
Struktura w 2014
- Sojusznicze Dowództwo Połączonych Sił w Neapolu
- Grupa Systemów Łączności i Informatyki w Mons
- Sojusznicze Dowództwo Połączonych Sił w Brunssum
- Sojusznicze Dowództwo Lądowe w Izmirze
- Sojusznicze Dowództwo Sił Powietrznych w Ramstein
- Sojusznicze Dowództwo Morskie w Northfood

## Zadania dowództwa
Podstawowym zadaniem Sojuszniczego Dowództwa Operacji jest planowanie oraz prowadzenie działań wojskowych w celu zapewnienia bezpieczeństwa w obszarze odpowiedzialności NATO oraz poza tym obszarem. W przypadku wystąpienia kryzysu militarnego lub wojny Sojusznicze Dowództwo ds. Działań odpowiada za użycie środków wojskowych w celu zademonstrowania solidarności i gotowości do utrzymania integralności terytorium Sojuszu.
Odpowiada za następujące obszary funkcjonowania:
- przygotowanie planów operacji, tworzenie sił i prowadzenie działań sojuszniczych
- opracowanie strategicznych koncepcji rozwoju sił zbrojnych, określanie priorytetów planowania obronnego i polityki wojskowej oraz opracowywanie koncepcji i dyrektyw w odniesieniu do pełnego zakresu zadań Sojuszu
- tworzenie połączonych struktur dowodzenia i sił.